# Radzimowice (województwo mazowieckie)
Radzimowice – wieś w Polsce położona w województwie mazowieckim, w powiecie mławskim, w gminie Strzegowo.
17 sierpnia 1863 r. miała tu miejsce potyczka Powstania Styczniowego.
W latach 1975–1998 miejscowość należała administracyjnie do województwa ciechanowskiego.